# Puerto Caicedo
Pour les articles homonymes, voir Puerto et Caicedo.
Puerto Caicedo est une municipalité située dans le département de Putumayo en Colombie.